# Lista de cruzadores pesados dos Estados Unidos

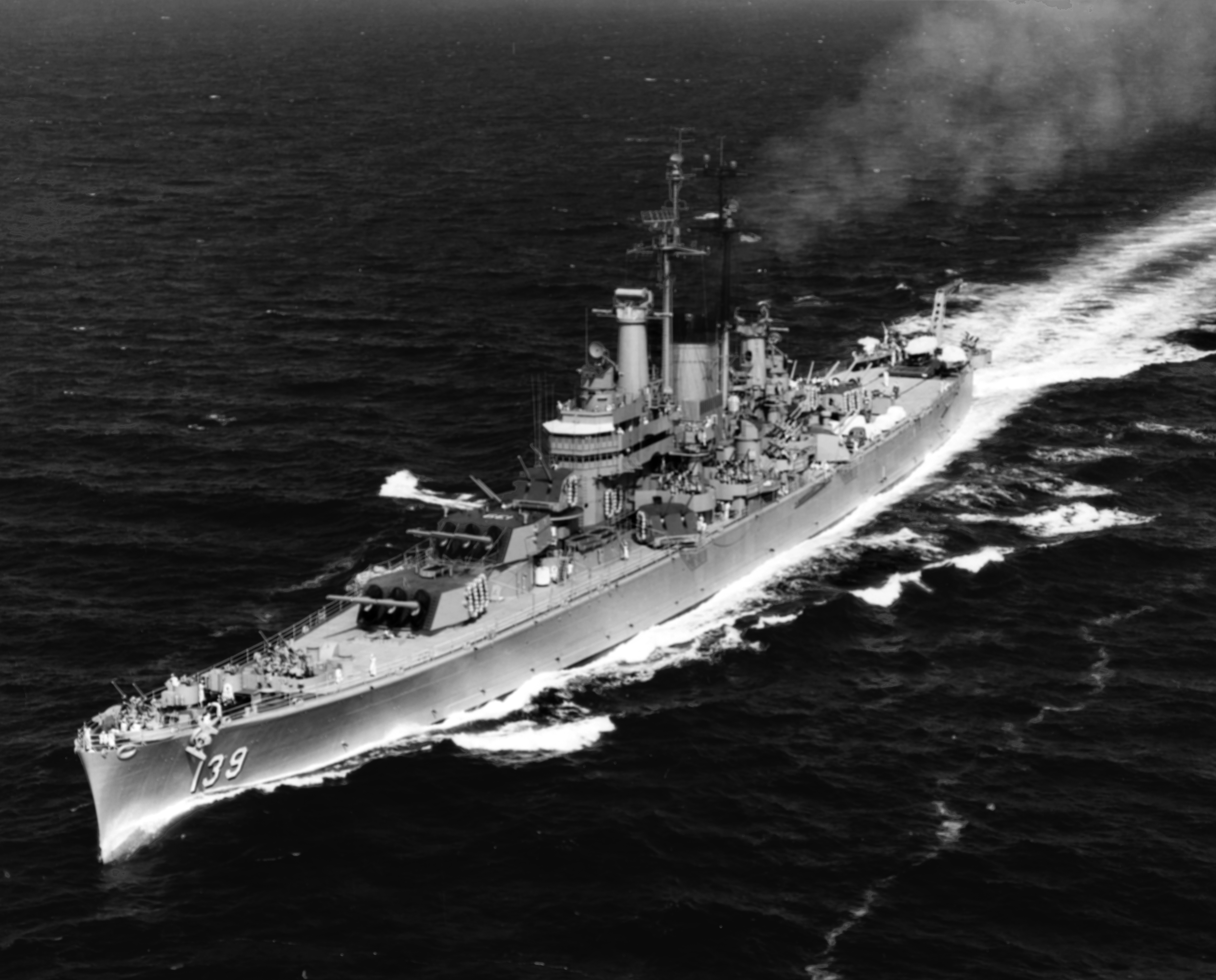
O USS Salem em 1952, um dos últimos cruzadores pesados dos Estados Unidos e o único preservado

A Marinha dos Estados Unidos construiu uma série de cruzadores pesados entre as décadas de 1920 e 1940. As primeiras embarcações tiveram seus tamanhos limitados pelos termos do Tratado Naval de Washington, começando pela Classe Pensacola, concebida para se igualar a navios da Marinha Imperial Japonesa. Em seguida veio a Classe Northampton, projetada para corrigir deficiências de sua predecessora, enquanto a Classe Portland teve apenas pequenos melhoramentos. Foi descoberto durante a construção desta que as classes anteriores tiveram seus deslocamentos subestimados, assim seu projeto foi alterado e alguns de seus navios modificados ainda durante sua construção, transformando-se na Classe New Orleans. Em seguida veio o USS Wichita, o último cruzador pesado construído sob limitações de tamanho.
Os Estados Unidos abandonaram os tratados internacionais de controle armamentistas depois do início da Segunda Guerra Mundial em 1939, permitindo a construção de navios maiores. Os primeiros cruzadores desenvolvidos sem estas restrições foram aqueles da Classe Baltimore, projetados para corrigir deficiências no projeto do Wichita. Ela foi sucedida pela Classe Oregon City, que apenas incorporou pequenas mudanças em relação à Classe Baltimore, e depois pela Classe Des Moines, que era muito maior que suas predecessoras e armada com novos canhões que possuíam uma cadência de tiro muito mais elevada. O fim da Segunda Guerra em agosto de 1945 fez com que a maioria dos navios da Classe Oregon City e da Classe Des Moines fossem cancelados incompletos ou antes mesmo de terem suas construções iniciadas.
Os cruzadores pesados norte-americanos foram empregados principalmente na Guerra do Pacífico depois da entrada dos Estados Unidos na Segunda Guerra Mundial em 1941, atuando na escolta de porta-aviões e em bombardeios litorâneos nas Campanhas de Guadalcanal, Nova Guiné, Ilhas Aleutas, Ilhas Gilbert e Marshall, Ilhas Marianas e Palau, Filipinas e Ilhas Vulcano e Ryūkyū. Alguns também atuaram na Batalha do Atlântico, participando da escolta de comboios para a União Soviética e das Invasões do Norte da África, Normandia e Sul da França. Sete navios foram afundados no decorrer da guerra. As embarcações sobreviventes das Classes Pensacola, Northampton, Portland e New Orleans e o Wichita foram descomissionadas depois da guerra e todas foram descartadas e desmontadas em 1959, com exceção dos dois membros da Classe Pensacola, que foram afundados como alvo de tiro. Os membros das Classes Baltimore, Oregon City e Des Moines continuaram servindo pelas décadas seguintes, alguns sendo convertidos em cruzadores de mísseis guiados na década de 1950. Seus membros atuaram na Guerra da Coreia e na Guerra do Vietnã. Os navios restantes foram descomissionados entre as décadas de 1950 e 1980 e depois desmontados entre as décadas de 1970 e 2000. O USS Salem da Classe Des Moines é o único preservado como um navio-museu.
| Armas principais | Número e tamanho dos canhões da bateria principal         |
| Deslocamento     | Deslocamento do navio totalmente carregado                |
| Propulsão        | Número e tipo do sistema de propulsão e velocidade máxima |
| Batimento        | Data em que o batimento de quilha ocorreu                 |
| Lançamento       | Data em que o navio foi lançado ao mar                    |
| Comissionamento  | Data em que o navio foi comissionado em serviço           |
| Destino          | Fim que o navio teve                                      |

## ClassePensacola

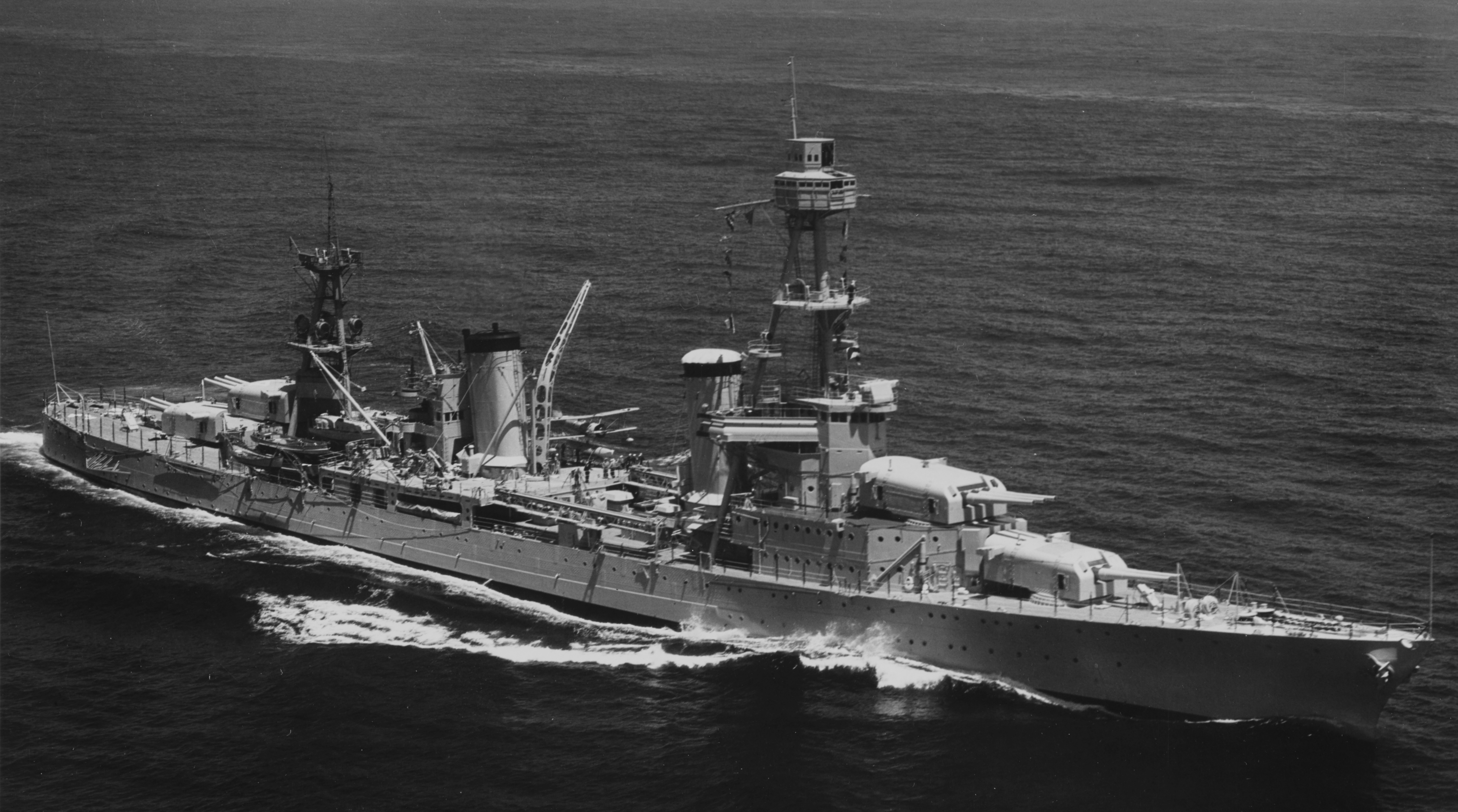
O USS Pensacola em 1935

A Classe Pensacola foi a primeira de cruzadores pesados da Marinha dos Estados Unidos. Seu projeto foi elaborado para atender aos termos do Tratado Naval de Washington de 1922, que limitava o deslocamento padrão de cruzadores a 10,1 mil toneladas. Consequentemente, os navios tiveram sua blindagem sacrificada para que pudessem ficar dentro dos limites. Foram armados com dez canhões de 203 milímetros com o objetivo de se igualarem à Classe Myōkō da Marinha Imperial Japonesa, mas espalhados por quatro torres de artilharia, e não cinco como os japoneses, a fim de reduzir o comprimento e assim o deslocamento.
Os dois navios começaram suas carreiras na Frota do Atlântico, mas o Salt Lake City foi transferido em 1932 para a Frota do Pacífico e o Pensacola em 1935. Ambos passaram o período entreguerras em relativa tranquilidade, ocupando-se de exercícios de rotina e viagens para portos estrangeiros. Os Estados Unidos entraram na Segunda Guerra Mundial no final de 1941 e os cruzadores foram colocados na escolta de porta-aviões na Guerra do Pacífico. Desempenharam este dever durante várias operações das Campanhas de Guadalcanal, Ilhas Aleutas, Ilhas Gilbert e Marshall, Ilhas Marianas e Palau, Filipinas e Ilhas Vulcano e Ryūkyū. Depois do fim da guerra foram usados como alvos nos testes nucleares da Operação Crossroads em julho de 1946, sobrevivendo e sendo afundados como alvos de tiro em 1948, o Salt Lake City em junho e o Pensacola em novembro.
| Navio              | Armas principais | Deslocamento | Propulsão                            | Serviço         | Serviço         | Serviço           | Serviço           |
| Navio              | Armas principais | Deslocamento | Propulsão                            | Batimento       | Lançamento      | Comissionamento   | Destino           |
| ------------------ | ---------------- | ------------ | ------------------------------------ | --------------- | --------------- | ----------------- | ----------------- |
| USS Pensacola      | 10 × 203 mm      | 11 700 t     | 4 turbinas a vapor; 32 nós (59 km/h) | outubro de 1926 | abril de 1929   | fevereiro de 1930 | Afundados em 1948 |
| USS Salt Lake City | 10 × 203 mm      | 11 700 t     | 4 turbinas a vapor; 32 nós (59 km/h) | junho de 1927   | janeiro de 1929 | dezembro de 1929  | Afundados em 1948 |

## ClasseNorthampton

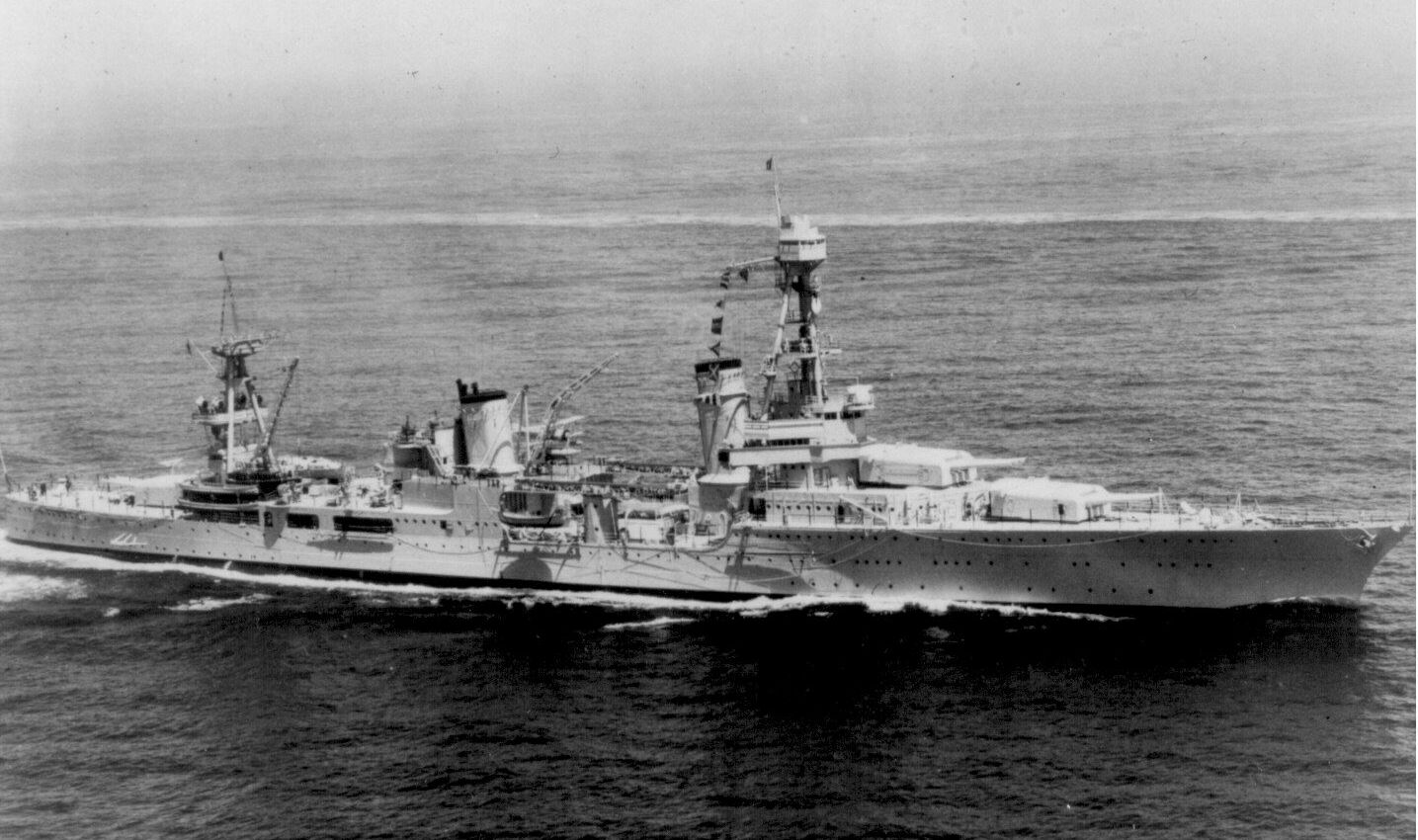
O USS Northampton em 1935

O projeto da Classe Northampton foi muito baseado na predecessora Classe Pensacola, novamente sob as restrições do Tratado Naval de Washington. As mudanças incluíram uma melhor disposição da blindagem, uma borda livre mais alta de modo a melhorar a navegabilidade, aprimoramento da subdivisão interna do casco e adição de um hangar para hidroaviões. A bateria principal foi reduzida em um canhão para nove em relação aos dez da Classe Pensacola, porém isto permitiu a remoção de uma torre de artilharia, o que consequentemente levou a uma economia de peso que possibilitou melhoramentos em outros aspectos das embarcações.
A maioria dos cruzadores serviram principalmente na Frota do Pacífico em tempos de paz e suas principais atividades consistiram exercícios de rotina e viagens internacionais. Com a entrada dos Estados Unidos na Segunda Guerra Mundial foram colocados em funções de escolta de porta-aviões e comboios e bombardeio litorâneo. O Augusta foi o único a atuar na Batalha do Atlântico, participando das Invasões do Norte da África, Normandia e Sul da França. Os restantes lutaram na Guerra do Pacífico e primeiro se envolveram em ações no Sudoeste do Pacífico, onde o Houston foi afundado em março de 1942 na Batalha do Estreito de Sunda. Em seguida atuaram na Campanha de Guadalcanal, com o Northampton sendo afundado na Batalha de Tassafaronga em dezembro de 1942 e o Chicago no mês seguinte na Batalha da Ilha Rennell. Os sobreviventes então atuaram nas Campanhas das Ilhas Gilbert e Marshall, Filipinas e Ilhas Vulcano e Ryūkyū. Foram descomissionados em 1946 e desmontados em 1959.
| Navio           | Armas principais | Deslocamento | Propulsão                            | Serviço          | Serviço           | Serviço         | Serviço             |
| Navio           | Armas principais | Deslocamento | Propulsão                            | Batimento        | Lançamento        | Comissionamento | Destino             |
| --------------- | ---------------- | ------------ | ------------------------------------ | ---------------- | ----------------- | --------------- | ------------------- |
| USS Northampton | 9 × 203 mm       | 11 600 t     | 4 turbinas a vapor; 32 nós (59 km/h) | abril de 1928    | setembro de 1929  | maio de 1930    | Afundado em 1942    |
| USS Chester     | 9 × 203 mm       | 11 600 t     | 4 turbinas a vapor; 32 nós (59 km/h) | março de 1928    | julho de 1929     | junho de 1930   | Desmontados em 1959 |
| USS Louisville  | 9 × 203 mm       | 11 600 t     | 4 turbinas a vapor; 32 nós (59 km/h) | julho de 1928    | setembro de 1930  | janeiro de 1931 | Desmontados em 1959 |
| USS Chicago     | 9 × 203 mm       | 11 600 t     | 4 turbinas a vapor; 32 nós (59 km/h) | setembro de 1928 | abril de 1930     | março de 1931   | Afundado em 1943    |
| USS Houston     | 9 × 203 mm       | 11 600 t     | 4 turbinas a vapor; 32 nós (59 km/h) | maio de 1928     | setembro de 1929  | junho de 1930   | Afundado em 1942    |
| USS Augusta     | 9 × 203 mm       | 11 600 t     | 4 turbinas a vapor; 32 nós (59 km/h) | julho de 1928    | fevereiro de 1930 | janeiro de 1931 | Desmontado em 1959  |

## ClassePortland

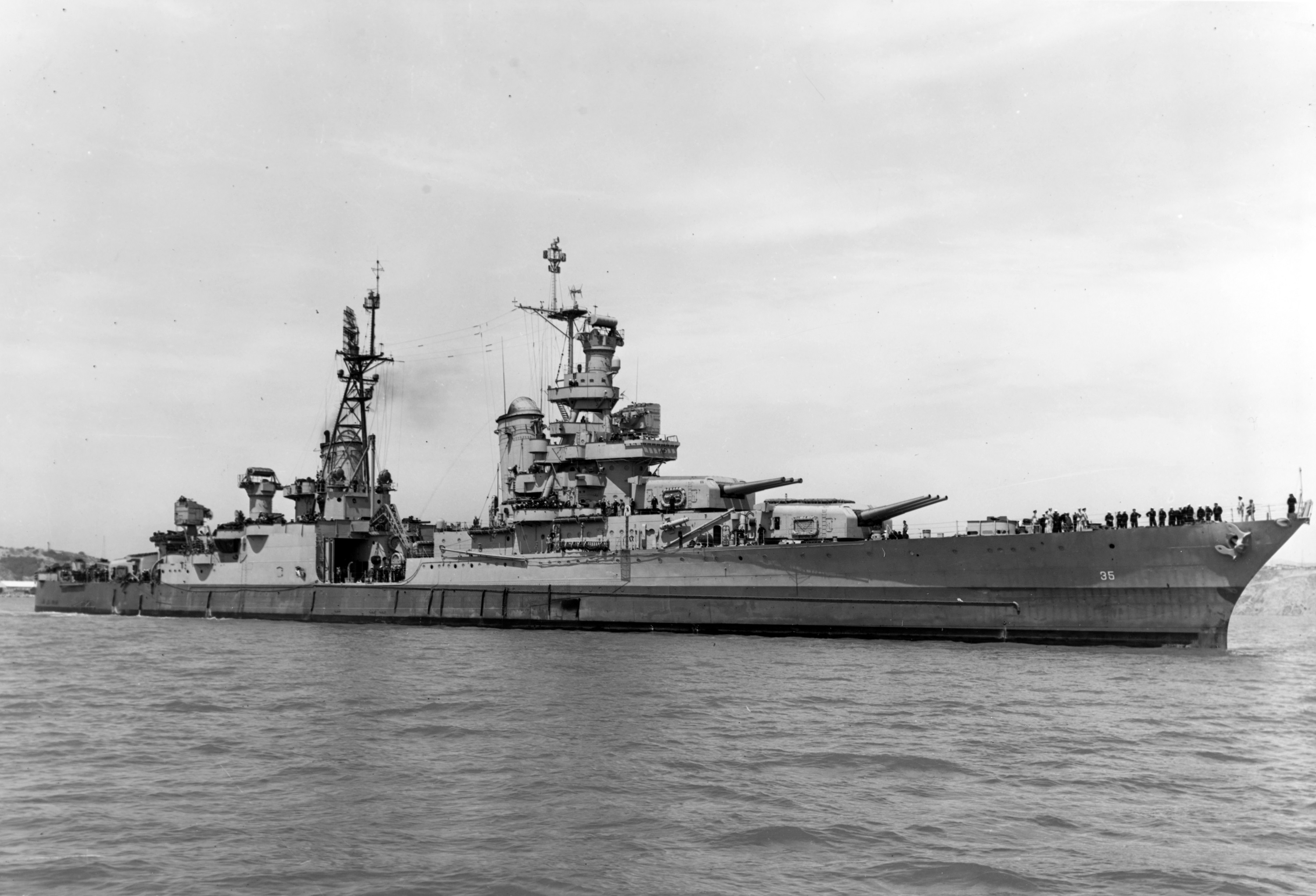
O USS Indianapolis em 1945

O projeto da Classe Portland também foi desenvolvido sob as restrições do Tratado Naval de Washington e inspirado na predecessora Classe Northampton, apenas com pequenas modificações. Estas incluíam armamentos mais avançados, com armas principais sendo elaboradas para possuírem um alcance muito maior que aquelas usadas nas classes anteriores. Originalmente cinco navios foram encomendados, mas os três últimos navios foram convertidos na sucessora Classe New Orleans durante a construção.
Os navios da classe serviram tanto na Frota do Pacífico quanto na do Atlântico durante os tempos de paz, ocupando-se exercícios de rotina e viagens diplomáticas para portos estrangeiros. Com a entrada dos Estados Unidos na Segunda Guerra Mundial, foram colocados na escolta de porta-aviões, com o Portland participando em 1942 das Batalhas do Mar de Coral e Midway e depois em várias batalhas da Campanha de Guadalcanal, já o Indianapolis no mesmo período foi colocado em operações nas Campanhas da Nova Guiné e Ilhas Aleutas. De 1943 em diante os dois atuaram dando apoio para as Campanhas das Ilhas Gilbert e Marshall, Ilhas Marianas e Palau, Filipinas e Ilhas Vulcano e Ryūkyū. O Indianapolis foi afundado em julho de 1945 enquanto seguia de Guam para as Filipinas depois de ser torpedeado pelo submarino I-58. O Portland foi descomissionado em 1946 e permaneceu inativo na reserva até ser desmontado em 1959.
| Navio            | Armas principais | Deslocamento | Propulsão                            | Serviço           | Serviço          | Serviço           | Serviço            |
| Navio            | Armas principais | Deslocamento | Propulsão                            | Batimento         | Lançamento       | Comissionamento   | Destino            |
| ---------------- | ---------------- | ------------ | ------------------------------------ | ----------------- | ---------------- | ----------------- | ------------------ |
| USS Portland     | 9 × 203 mm       | 12 755 t     | 4 turbinas a vapor; 32 nós (59 km/h) | fevereiro de 1930 | maio de 1932     | fevereiro de 1933 | Desmontado em 1959 |
| USS Indianapolis | 9 × 203 mm       | 12 755 t     | 4 turbinas a vapor; 32 nós (59 km/h) | março de 1930     | novembro de 1931 | novembro de 1932  | Afundado em 1945   |

## ClasseNew Orleans

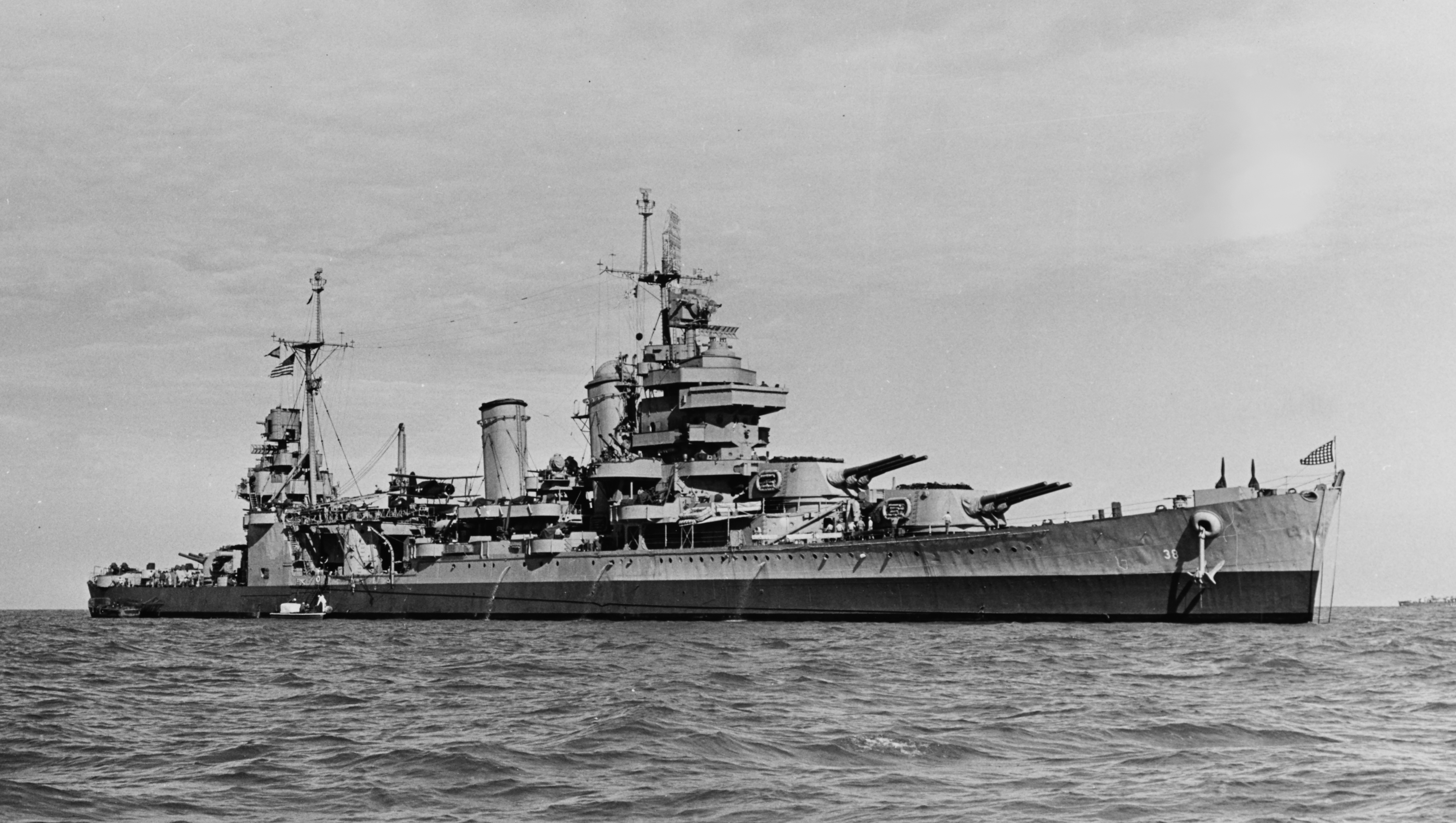
O USS San Francisco em 1945

Foi descoberto que os cálculos de deslocamento tanto da Classe Pensacola quanto da Classe Northampton tinham sido muito superestimados e, na realidade, os navios possuíam um deslocamento aproximadamente mil toneladas abaixo do planejado, prejudicando sua resistência estrutural e qualidade da blindagem. A Marinha dos Estados Unidos assim considerou necessário realizar alterações no projeto da Classe Portland, porém não seria possível modificar significativamente duas das embarcações que estavam sendo construídas por estaleiros particulares. Consequentemente, os cruzadores construídos por estaleiros estatais tiveram seus projetos amplamente modificados e se transformaram na Classe New Orleans, com mais navios encomendados depois.
As embarcações da classe tiveram inícios de carreira tranquilos, envolvendo exercícios e viagens internacionais, tanto no Atlântico quanto no Pacífico. O New Orleans e o San Francisco estavam presentes no Ataque a Pearl Harbor em dezembro de 1941, mas não foram danificados. O Tuscaloosa era o único membro da classe no Atlântico e foi colocado na escolta de comboios e depois enviado como reforço para a Frota Doméstica britânica, participando das Invasões do Norte da África e Normandia, mais várias outras operações na Europa. Os outros navios primeiro lutaram nas Batalhas do Mar de Coral e Midway e em seguida deram suporte para a Campanha de Guadalcanal, com o Astoria, Quincy e Vincennes sendo afundados em agosto de 1942 na Batalha da Ilha Savo. Os três restantes foram seriamente danificados em confrontos em Guadalcanal, mas sobreviveram e continuaram atuando como escolta de porta-aviões e em ações de bombardeio litorâneo pelas Campanhas das Ilhas Gilbert e Marshall, Ilhas Aleutas, Ilhas Marianas e Palau e Ilhas Vulcano e Ryūkyū, tendo a participação do Tuscaloosa nesta última. Os cruzadores sobreviventes foram descomissionados após a guerra em 1946 e 1947 e mantidos inativos até serem desmontados em 1959.
| Navio             | Armas principais | Deslocamento | Propulsão                            | Serviço          | Serviço          | Serviço           | Serviço             |
| Navio             | Armas principais | Deslocamento | Propulsão                            | Batimento        | Lançamento       | Comissionamento   | Destino             |
| ----------------- | ---------------- | ------------ | ------------------------------------ | ---------------- | ---------------- | ----------------- | ------------------- |
| USS New Orleans   | 9 × 203 mm       | 12 980 t     | 4 turbinas a vapor; 32 nós (59 km/h) | março de 1931    | abril de 1933    | fevereiro de 1934 | Desmontado em 1959  |
| USS Astoria       | 9 × 203 mm       | 12 980 t     | 4 turbinas a vapor; 32 nós (59 km/h) | setembro de 1930 | dezembro de 1933 | abril de 1934     | Afundado em 1942    |
| USS Minneapolis   | 9 × 203 mm       | 12 980 t     | 4 turbinas a vapor; 32 nós (59 km/h) | junho de 1931    | setembro de 1933 | maio de 1934      | Desmontados em 1959 |
| USS Tuscaloosa    | 9 × 203 mm       | 12 980 t     | 4 turbinas a vapor; 32 nós (59 km/h) | setembro de 1931 | setembro de 1933 | agosto de 1934    | Desmontados em 1959 |
| USS San Francisco | 9 × 203 mm       | 12 980 t     | 4 turbinas a vapor; 32 nós (59 km/h) | setembro de 1931 | março de 1933    | fevereiro de 1934 | Desmontados em 1959 |
| USS Quincy        | 9 × 203 mm       | 12 980 t     | 4 turbinas a vapor; 32 nós (59 km/h) | novembro de 1933 | junho de 1935    | junho de 1936     | Afundados em 1942   |
| USS Vincennes     | 9 × 203 mm       | 12 980 t     | 4 turbinas a vapor; 32 nós (59 km/h) | janeiro de 1934  | maio de 1936     | fevereiro de 1937 | Afundados em 1942   |

## USSWichita

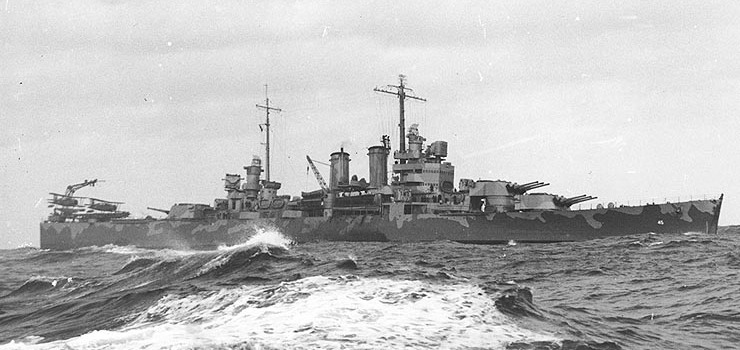
O USS Wichita em 1942

O Wichita foi décimo oitavo e último cruzador pesado permitido aos Estados Unidos pelos termos do Tratado Naval de Londres de 1930, sendo também construído sob o limite de 10,1 mil toneladas de deslocamento. Ele foi originalmente concebido como um membro da Classe New Orleans, porém seu projeto foi modificado antes da construção e se tornou uma embarcação única. Ele acabou inspirado nos cruzadores rápidos da Classe Brooklyn, mas com uma borda livre mais alta, maior autonomia e novas torres de artilharia.
O Wichita patrulhou o Oceano Atlântico e participou da Ocupação Aliada da Islândia antes dos Estados Unidos entrarem na Segunda Guerra Mundial. Depois disto foi enviado para reforçar a Frota Doméstica britânica e ocupou-se da escolta de comboios para a União Soviética e pelo Atlântico. No final de 1942 deu suporte para a Invasão do Norte da África. Em seguida foi transferido para a Guerra do Pacífico, escoltando porta-aviões de realizando bombardeios litorâneos nas Campanhas das Ilhas Aleutas, Ilhas Gilbert e Marshall, Ilhas Marianas e Palau, Filipinas e Ilhas Vulcano e Ryūkyū. Após o fim do conflito foi descomissionado em 1947 e mantido inativo na reserva até ser desmontado em 1959.
| Navio       | Armas principais | Deslocamento | Propulsão                            | Serviço         | Serviço          | Serviço           | Serviço            |
| Navio       | Armas principais | Deslocamento | Propulsão                            | Batimento       | Lançamento       | Comissionamento   | Destino            |
| ----------- | ---------------- | ------------ | ------------------------------------ | --------------- | ---------------- | ----------------- | ------------------ |
| USS Wichita | 9 × 203 mm       | 13 220 t     | 4 turbinas a vapor; 33 nós (61 km/h) | outubro de 1935 | novembro de 1937 | fevereiro de 1939 | Desmontado em 1959 |

## ClasseBaltimore

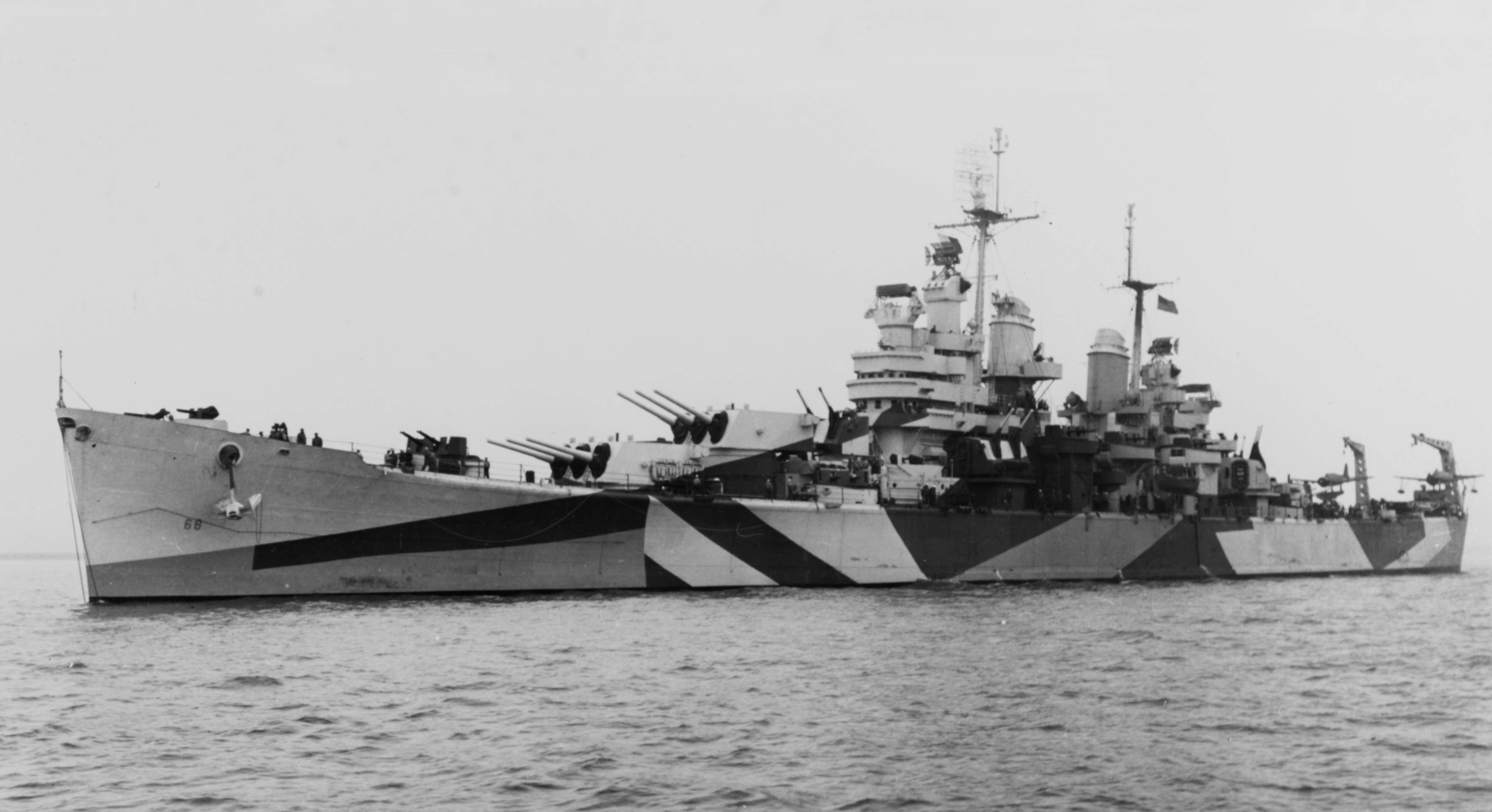
O USS Baltimore em 1944

O Reino Unido decidiu suspender seus compromissos com os tratados internacionais de controle armamentista depois do início da Segunda Guerra Mundial em setembro de 1939, uma decisão rapidamente seguida pelos Estados Unidos, apesar deste ainda estar neutro na época. Isto permitiu que o país construísse cruzadores pesados sem nenhuma limitação de tamanho. O projeto da Classe Baltimore foi muito inspirado no predecessor Wichita, mas com suas dimensões muito ampliadas com o objetivo de sanar os problemas de estabilidade identificados na embarcação anterior e para que maiores defesas antiaéreas pudessem serem implementadas.
Dos catorze navios da classe, apenas sete foram finalizados em tempo para servirem na Segunda Guerra Mundial. Eles atuaram como escolta de porta-aviões e em deveres de bombardeio litorâneo, participando das Campanhas das Ilhas Gilbert e Marshall, Nova Guiné, Ilhas Marianas e Palau, Filipinas e Ilhas Vulcano e Ryūkyū. O Quincy foi o único a atuar no Atlântico, envolvendo-se nas Invasões da Normandia e Sul da França antes de também ser enviado para a Guerra do Pacífico. Depois do fim do conflito em 1945, muitas foram descomissionados e colocados na reserva. A Guerra da Coreia começou em 1950 e muitos dos cruzadores foram trazidos de volta para servir nas mesmas funções de escolta de porta-aviões e bombardeio litorâneo. O Boston e o Canberra foram reconstruídos no início da década de 1950 como cruzadores de mísseis guiados, com o Columbus e o Chicago passando por conversões ainda mais amplas alguns anos depois. Eles serviram na Guerra do Vietnã junto com o Saint Paul e depois por mais alguns anos depois disso, sendo descomissionados até 1980. Todos os cruzadores da Classe Baltimore foram desmontados entre 1972 e 1980, com exceção do Chicago, que foi desmontado em 1991.
| Navio           | Armas principais | Deslocamento | Propulsão                            | Serviço           | Serviço           | Serviço           | Serviço             |
| Navio           | Armas principais | Deslocamento | Propulsão                            | Batimento         | Lançamento        | Comissionamento   | Destino             |
| --------------- | ---------------- | ------------ | ------------------------------------ | ----------------- | ----------------- | ----------------- | ------------------- |
| USS Baltimore   | 9 × 203 mm       | 17 300 t     | 4 turbinas a vapor; 33 nós (61 km/h) | maio de 1941      | julho de 1942     | abril de 1943     | Desmontado em 1972  |
| USS Boston      | 9 × 203 mm       | 17 300 t     | 4 turbinas a vapor; 33 nós (61 km/h) | junho de 1941     | agosto de 1942    | junho de 1943     | Desmontado em 1975  |
| USS Canberra    | 9 × 203 mm       | 17 300 t     | 4 turbinas a vapor; 33 nós (61 km/h) | setembro de 1941  | abril de 1943     | outubro de 1943   | Desmontado em 1980  |
| USS Quincy      | 9 × 203 mm       | 17 300 t     | 4 turbinas a vapor; 33 nós (61 km/h) | outubro de 1941   | junho de 1943     | dezembro de 1943  | Desmontados em 1974 |
| USS Pittsburgh  | 9 × 203 mm       | 17 300 t     | 4 turbinas a vapor; 33 nós (61 km/h) | fevereiro de 1943 | fevereiro de 1944 | outubro de 1944   | Desmontados em 1974 |
| USS Saint Paul  | 9 × 203 mm       | 17 300 t     | 4 turbinas a vapor; 33 nós (61 km/h) | fevereiro de 1943 | setembro de 1944  | fevereiro de 1944 | Desmontado em 1980  |
| USS Columbus    | 9 × 203 mm       | 17 300 t     | 4 turbinas a vapor; 33 nós (61 km/h) | junho de 1943     | novembro de 1944  | junho de 1945     | Desmontado em 1977  |
| USS Helena      | 9 × 203 mm       | 17 300 t     | 4 turbinas a vapor; 33 nós (61 km/h) | setembro de 1943  | abril de 1945     | setembro de 1945  | Desmontado em 1975  |
| USS Bremerton   | 9 × 203 mm       | 17 300 t     | 4 turbinas a vapor; 33 nós (61 km/h) | fevereiro de 1943 | julho de 1944     | abril de 1945     | Desmontado em 1974  |
| USS Fall River  | 9 × 203 mm       | 17 300 t     | 4 turbinas a vapor; 33 nós (61 km/h) | abril de 1943     | agosto de 1944    | julho de 1945     | Desmontado em 1972  |
| USS Macon       | 9 × 203 mm       | 17 300 t     | 4 turbinas a vapor; 33 nós (61 km/h) | junho de 1943     | outubro de 1944   | agosto de 1945    | Desmontado em 1973  |
| USS Toledo      | 9 × 203 mm       | 17 300 t     | 4 turbinas a vapor; 33 nós (61 km/h) | setembro de 1943  | maio de 1945      | outubro de 1946   | Desmontado em 1974  |
| USS Los Angeles | 9 × 203 mm       | 17 300 t     | 4 turbinas a vapor; 33 nós (61 km/h) | julho de 1943     | agosto de 1944    | julho de 1945     | Desmontado em 1975  |
| USS Chicago     | 9 × 203 mm       | 17 300 t     | 4 turbinas a vapor; 33 nós (61 km/h) | julho de 1943     | agosto de 1944    | janeiro de 1945   | Desmontado em 1991  |

## ClasseOregon City

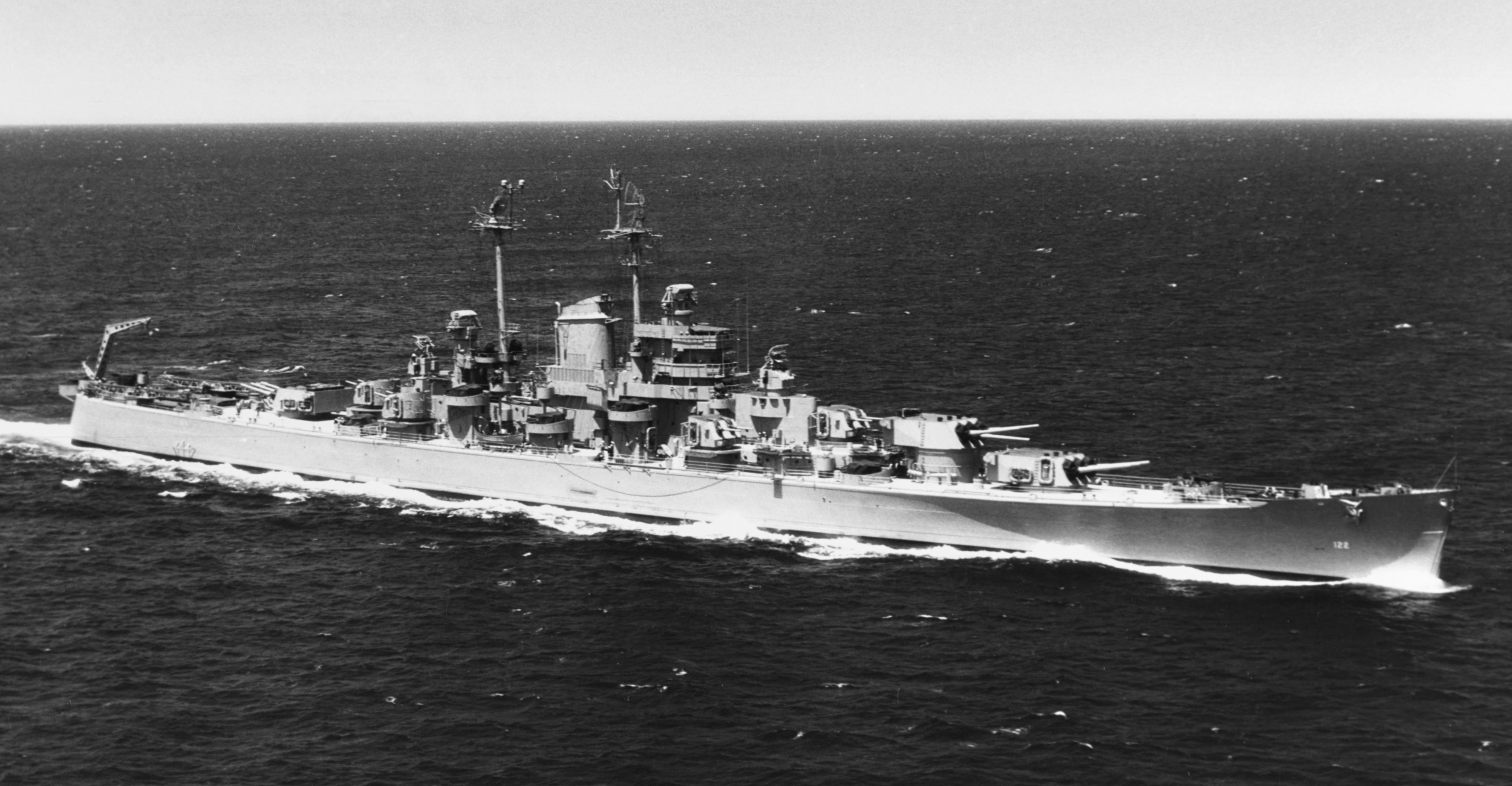
O USS Oregon City em 1946

A Classe Oregon City era, em essência, uma repetição da predecessora Classe Baltimore e tinha a intenção de refletir as lições aprendidas até então no decorrer da Segunda Guerra Mundial. Apenas pequenas modificações foram implementadas na forma da redução de duas chaminés para uma, redução do peso acima da linha d'água e melhores arcos de disparo para sua bateria antiaérea. Um total de dez embarcações foram encomendadas, mas as seis últimas foram canceladas em agosto de 1945.
Todos os quatro navios finalizados entraram em serviço após o fim da Segunda Guerra Mundial. O Oregon City teve uma carreira extremamente curta e foi descomissionado menos de dois anos depois de ter entrado em serviço. O Albany serviu no Oceano Atlântico, Mar do Caribe e Mar Mediterrâneo, ocupando-se principalmente de exercícios de rotina. Ele foi convertido em um cruzador de mísseis guiados no final da década de 1950 e retornou ao serviço em 1962, continuando a atuar principalmente no Mediterrâneo até ser descomissionado em 1973. O Rochester começou servindo no Atlântico, mas logo foi transferido para o Pacífico, primeiro realizando várias operações de bombardeio litorâneo durante a Guerra da Coreia e em seguida fazendo várias viagens de serviço pelo Sudeste Asiático até ser descomissionado em 1961. O Northampton, por sua vez, foi convertido em um navio de comando ainda durante sua construção e atuou como capitânia para a Sexta Frota dos Estados Unidos e para o Comandante da Força de Ataque da Frota do Atlântico até ser descomissionado em 1970. O Oregon City foi desmontado em 1973, o Rochester em 1974, o Northampton em 1977 e o Albany em 1990.
| Navio           | Armas principais | Deslocamento | Propulsão                            | Serviço          | Serviço         | Serviço           | Serviço                                            |
| Navio           | Armas principais | Deslocamento | Propulsão                            | Batimento        | Lançamento      | Comissionamento   | Destino                                            |
| --------------- | ---------------- | ------------ | ------------------------------------ | ---------------- | --------------- | ----------------- | -------------------------------------------------- |
| USS Oregon City | 9 × 203 mm       | 17 300 t     | 4 turbinas a vapor; 32 nós (59 km/h) | abril de 1944    | junho de 1945   | fevereiro de 1946 | Desmontado em 1973                                 |
| USS Albany      | 9 × 203 mm       | 17 300 t     | 4 turbinas a vapor; 32 nós (59 km/h) | março de 1944    | junho de 1945   | junho de 1946     | Desmontado em 1990                                 |
| USS Rochester   | 9 × 203 mm       | 17 300 t     | 4 turbinas a vapor; 32 nós (59 km/h) | maio de 1944     | agosto de 1945  | dezembro de 1946  | Desmontado em 1974                                 |
| USS Northampton | 9 × 203 mm       | 17 300 t     | 4 turbinas a vapor; 32 nós (59 km/h) | agosto de 1944   | janeiro de 1951 | março de 1953     | Convertido em navio de comando; desmontado em 1977 |
| USS Cambridge   | 9 × 203 mm       | 17 300 t     | 4 turbinas a vapor; 32 nós (59 km/h) | dezembro de 1944 | —               | —                 | Cancelados em 1945                                 |
| USS Bridgeport  | 9 × 203 mm       | 17 300 t     | 4 turbinas a vapor; 32 nós (59 km/h) | janeiro de 1945  | —               | —                 | Cancelados em 1945                                 |
| USS Kansas City | 9 × 203 mm       | 17 300 t     | 4 turbinas a vapor; 32 nós (59 km/h) | —                | —               | —                 | Cancelados em 1945                                 |
| USS Tulsa       | 9 × 203 mm       | 17 300 t     | 4 turbinas a vapor; 32 nós (59 km/h) | —                | —               | —                 | Cancelados em 1945                                 |
| USS Norfolk     | 9 × 203 mm       | 17 300 t     | 4 turbinas a vapor; 32 nós (59 km/h) | dezembro de 1944 | —               | —                 | Cancelados em 1945                                 |
| USS Scranton    | 9 × 203 mm       | 17 300 t     | 4 turbinas a vapor; 32 nós (59 km/h) | dezembro de 1944 | —               | —                 | Cancelados em 1945                                 |

## ClasseDes Moines

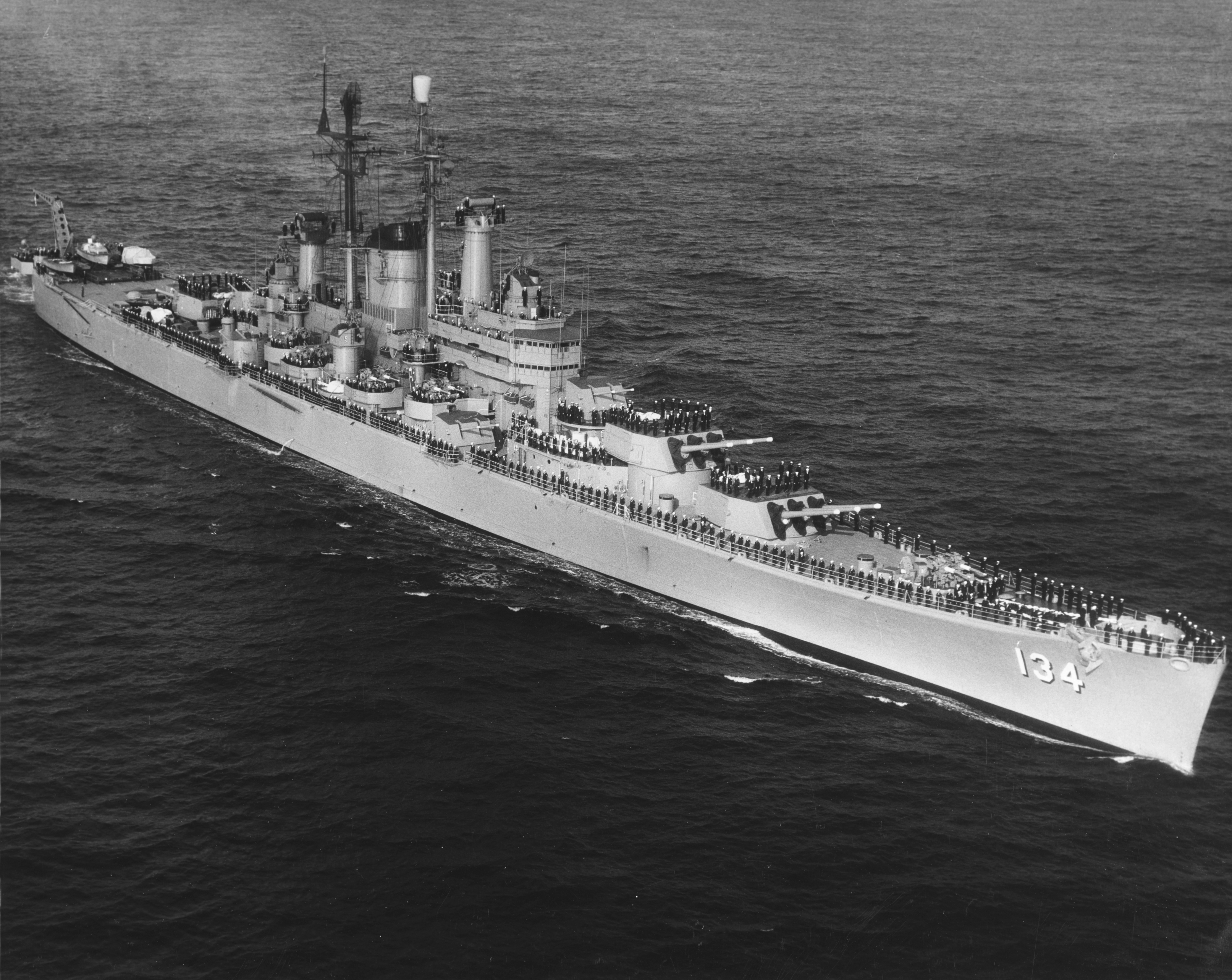
O USS Des Moines em 1959

O projeto da Classe Des Moines também foi inspirado na predecessora Classe Baltimore. A classe foi desenvolvida para ser armada com novas torres de artilharia e canhões de 203 milímetros de disparo rápido, o que proporcionava uma cadência de tiro mais elevada. Foi considerado implementar essa nova arma nos cruzadores da Classe Oregon City ainda em construção, mas isto teria adiado suas finalizações e acarretado grandes mudanças de projeto. Outras mudanças em relação às classes anteriores incluíam maior blindagem, mais sistemas de controle de disparo e maior volume de depósitos de munição, o que muito aumentou o tamanho dos navios. Doze embarcações foram encomendadas, mas nove foram canceladas em 1945 e 1946, oito antes de suas obras começarem.
Os três cruzadores finalizados começaram suas carreiras atuando no Oceano Atlântico e no Mar Mediterrâneo, tendo serviços tranquilos que consistiram principalmente de exercícios de rotina e viagens de serviço, muitas vezes também servindo de capitânias da Sexta Frota. O Salem foi descomissionado em 1959 e o Des Moines dois anos depois. O Newport News foi transferido para o Oceano Pacífico em 1967 e participou de várias operações na Guerra do Vietnã pelos anos seguintes, retornando ao Atlântico em 1972 e servindo tranquilamente até ser descomissionado em 1975. O Newport News foi desmontado em 1993 e o Des Moines em 2007. O Salem foi transformado em um navio-museu em 1995 na cidade de Quincy, em Massachusetts, estando aberto até hoje. É o único cruzador pesado preservado no mundo.
| Navio            | Armas principais | Deslocamento | Propulsão                            | Serviço         | Serviço          | Serviço          | Serviço                     |
| Navio            | Armas principais | Deslocamento | Propulsão                            | Batimento       | Lançamento       | Comissionamento  | Destino                     |
| ---------------- | ---------------- | ------------ | ------------------------------------ | --------------- | ---------------- | ---------------- | --------------------------- |
| USS Des Moines   | 9 × 203 mm       | 21 270 t     | 4 turbinas a vapor; 33 nós (61 km/h) | maio de 1945    | setembro de 1946 | novembro de 1948 | Desmontado em 2007          |
| USS Salem        | 9 × 203 mm       | 21 270 t     | 4 turbinas a vapor; 33 nós (61 km/h) | julho de 1945   | março de 1947    | maio de 1949     | Preservado como navio-museu |
| USS Dallas       | 9 × 203 mm       | 21 270 t     | 4 turbinas a vapor; 33 nós (61 km/h) | outubro de 1945 | —                | —                | Cancelados em 1946          |
| CA-141           | 9 × 203 mm       | 21 270 t     | 4 turbinas a vapor; 33 nós (61 km/h) | —               | —                | —                | Cancelados em 1946          |
| CA-142           | 9 × 203 mm       | 21 270 t     | 4 turbinas a vapor; 33 nós (61 km/h) | —               | —                | —                | Cancelados em 1945          |
| CA-143           | 9 × 203 mm       | 21 270 t     | 4 turbinas a vapor; 33 nós (61 km/h) | —               | —                | —                | Cancelados em 1945          |
| USS Newport News | 9 × 203 mm       | 21 270 t     | 4 turbinas a vapor; 33 nós (61 km/h) | outubro de 1945 | março de 1948    | janeiro de 1949  | Desmontado em 1993          |
| CA-149           | 9 × 203 mm       | 21 270 t     | 4 turbinas a vapor; 33 nós (61 km/h) | —               | —                | —                | Cancelados em 1945          |
| CA-150           | 9 × 203 mm       | 21 270 t     | 4 turbinas a vapor; 33 nós (61 km/h) | —               | —                | —                | Cancelados em 1945          |
| CA-151           | 9 × 203 mm       | 21 270 t     | 4 turbinas a vapor; 33 nós (61 km/h) | —               | —                | —                | Cancelados em 1945          |
| CA-152           | 9 × 203 mm       | 21 270 t     | 4 turbinas a vapor; 33 nós (61 km/h) | —               | —                | —                | Cancelados em 1945          |
| CA-153           | 9 × 203 mm       | 21 270 t     | 4 turbinas a vapor; 33 nós (61 km/h) | —               | —                | —                | Cancelados em 1945          |

### Citações
1. ↑   Stille 2014a, p. 11
2. 1 2   Referências das histórias dos navios pelo Dictionary of American Naval Fighting Ships:
  - «Pensacola III (CA-24)». Consultado em 8 de março de 2023
  - «Salt Lake City I (CL-25)». Consultado em 8 de março de 2023
3. 1 2 3   Stille 2014a, pp. 12–13
4. ↑   Preston 1980, p. 96
5. ↑   Marriott 2005, pp. 73–75
6. 1 2   Referências das histórias dos navios pelo Dictionary of American Naval Fighting Ships:
  - «Northampton II (CL-26)». Consultado em 8 de março de 2023
  - «Chester II (CL-27)». Consultado em 8 de março de 2023
  - «Louisville III (CL-28)». Consultado em 8 de março de 2023
  - «Chicago II (CL-29)». Consultado em 8 de março de 2023
  - «Houston II (CA-30)». Consultado em 8 de março de 2023
  - «Augusta IV (CL-31)». Consultado em 8 de março de 2023
7. ↑   Friedman 1984, pp. 129–130
8. 1 2   Whitley 1996, p. 235
9. ↑   Bauer & Roberts 1991, p. 136
10. ↑   Hixon 2003, p. 24
11. ↑   Silverstone 2007, p. 29
12. 1 2   Referências das histórias dos navios pelo Dictionary of American Naval Fighting Ships:
  - «Portland I (CA-33)». Consultado em 9 de março de 2023
  - «Indianapolis II (CA-35)». Consultado em 9 de março de 2023
13. 1 2 3   Silverstone 2007, p. 32
14. ↑   Friedman 1984, p. 125
15. 1 2   Marriott 2005, p. 77
16. ↑   Marriott 2005, pp. 81–83
17. 1 2   Referências das histórias dos navios pelo Dictionary of American Naval Fighting Ships:
  - «New Orleans II (CA-32)». Consultado em 9 de março de 2023
  - «Astoria II (CA-34)». Consultado em 9 de março de 2023
  - «Minneapolis II (CA-36)». Consultado em 9 de março de 2023
  - «Tuscaloosa I (CA-37)». Consultado em 9 de março de 2023
  - «San Francisco II (CA-38)». Consultado em 9 de março de 2023
  - «Quincy II (CA-39)». Consultado em 9 de março de 2023
  - «Vincennes II (CA-44)». Consultado em 9 de março de 2023
18. 1 2 3   Whitley 1995, p. 243
19. 1 2 3 4 5   Friedman 1980, p. 117
20. ↑   Terzibaschitsch 1984, p. 129
21. 1 2   «Wichita I (CA-45)». Dictionary of American Naval Fighting Ships. Consultado em 7 de março de 2023
22. ↑   Friedman 1984, pp. 245–246
23. ↑   Stille 2014b, pp. 13–14
24. ↑   Stille 2014b, p. 21
25. 1 2   Referências das histórias dos navios pelo Dictionary of American Naval Fighting Ships:
  - «Baltimore V (CA-68)». Consultado em 11 de março de 2023
  - «Boston VI (CA-69)». Consultado em 11 de março de 2023
  - «Canberra I (CA-70)». Consultado em 11 de março de 2023
  - «Quincy III (CA-71)». Consultado em 11 de março de 2023
  - «Pittsburgh III (CA-72)». Consultado em 11 de março de 2023
  - «Saint Paul II (CA-73)». Consultado em 11 de março de 2023
  - «Columbus III (CA-74)». Consultado em 11 de março de 2023
  - «Helena III (CA-75)». Consultado em 11 de março de 2023
  - «Bremerton I (CA-130)». Consultado em 11 de março de 2023
  - «Fall River I (CA-131)». Consultado em 11 de março de 2023
  - «Macon II (CA-132)». Consultado em 11 de março de 2023
  - «Toledo I (CA-133)». Consultado em 11 de março de 2023
  - «Los Angeles II (CA-135)». Consultado em 11 de março de 2023
  - «Chicago III (CA-136)». Consultado em 11 de março de 2023
26. ↑   Friedman 1984, p. 273
27. 1 2   Friedman 1980, pp. 120–121
28. ↑   Stille 2014b, pp. 36–37
29. 1 2   Referências das histórias dos navios pelo Dictionary of American Naval Fighting Ships:

  - «Oregon City (CA-122)». Consultado em 11 de março de 2023
  - «Albany IV (CA-123)/(CG-10)». Consultado em 11 de março de 2023
  - «Rochester III (CA-124)». Consultado em 11 de março de 2023
  - «Northampton III (CLC-1)». Consultado em 11 de março de 2023
30. 1 2 3   Friedman 1984, p. 480
31. ↑   Stille 2014b, p. 37
32. ↑   Friedman 1984, pp. 353–355
33. 1 2   Friedman 1984, p. 356
34. 1 2   Referências das histórias dos navios pelo Dictionary of American Naval Fighting Ships:

  - «Des Moines II (CA-134)». Consultado em 11 de março de 2023
  - «Salem III (CA-139)». Consultado em 11 de março de 2023
  - «Newport News II (CA-148)». Consultado em 11 de março de 2023
35. ↑   Stille 2014b, pp. 44–45
36. 1 2 3   Friedman 1984, p. 481